# Списак владара Хаваја
Списак владара Хаваја обухвата монархе Краљевине Хаваји од њеног оснивања 1795. до укидања насилном анексијом од стране САД 1893. године.

## Списак
| Монарх | Монарх  | Монарх                     | Монарх                             | Владавина          | Владавина            | Владавина            | Напомена                                           |
| Бр.    | Портрет | Име                        | Династија                          | Почетак владавине  | Крај владавине       | Трајање              | Напомена                                           |
| ------ | ------- | -------------------------- | ---------------------------------- | ------------------ | -------------------- | -------------------- | -------------------------------------------------- |
| 1      |         | Камехамеха I (1736—1819)   | Камехамеха                         | јул 1782.          | 8. или 14. мај 1819. | 36 година, 10 месеци | Оснивач династије Камехамеха                       |
| 2      |         | Камехамеха II (1797—1824)  | Камехамеха                         | 20. мај 1819       | 14. јул 1824         | 5 година, 55 дана    | Син Камехамехе I                                   |
| 3      |         | Камехамеха III (1814—1854) | Камехамеха                         | 6. јун 1825        | 15. децембар 1854.   | 29 година, 192 дана  | Син Камехамехе I, брат Камехамехе II               |
| 4      |         | Камехамеха IV (1834—1863)  | Камехамеха                         | 11. јануар 1855.   | 30. новембар 1863.   | 8 година, 323 дана   | Унук Камехамехе I, усвојени син Камехамехе III     |
| 5      |         | Камехамеха V (1830—1872)   | Камехамеха                         | 30. новембар 1863. | 11. децембар 1872.   | 9 година, 11 дана    |                                                    |
| 6      |         | Луналило (1835—1874)       | Кеоуа Нуи / Камехамеха Калаимамаху | 8. јануар 1873.    | 3. фебруар 1873.     | 1 година, 26 дана    | Пранећак Камехамехе I                              |
| 7      |         | Калакауа (1836—1891)       | Калакауа                           | 12. фебруар 1874.  | 20. јануар 1891.     | 16 година, 342 дана  |                                                    |
| 8      |         | Лилиуокалани (1838—1917)   | Калакауа                           | 29. јануар 1981.   | 17. јануар 1893.     | 1 година, 354 дана   | Насилно свргнута са власти; анексија од стране САД |